# Willian Pacho
Willian Joel Pacho Tenorio, noto semplicemente come Willian Pacho (Quinindé, 16 ottobre 2001), è un calciatore ecuadoriano, difensore del Paris Saint-Germain e della nazionale ecuadoriana.

## Caratteristiche tecniche
È un difensore centrale molto rapido e abile nel duello aereo.

## Carriera

### Club

#### Gli inizi, Anversa e Eintracht Francoforte
Cresciuto nel settore giovanile dell'Independiente del Valle, Pacho debutta in prima squadra il 3 novembre 2019 in occasione dell'incontro di Primera Categoría Serie A pareggiato 0-0 contro il Delfín.
Il 28 gennaio 2022, Pacho viene acquistato dai belgi dell'Anversa, con cui firma un contratto quinquennale. Il 30 aprile 2023, ha contribuito da titolare alla conquista della Coppa del Belgio, in seguito alla vittoria per 2-0 in finale contro il Malines.
Il 30 marzo 2023, viene ufficialmente annunciato il suo ingaggio da parte dell'Eintracht Francoforte a partire dal 1º luglio seguente: il giocatore firma contestualmente un contratto quinquennale con la società tedesca. Lascia i tedeschi dopo una sola stagione, raccogliendo complessivamente 44 presenze.

#### PSG
Il 9 agosto 2024 viene acquistato a titolo definitivo dal Paris Saint-Germain per la cifra di 40 milioni di euro e, contestualmente, sottoscrive un contratto valido fino al 30 giugno 2029, divenendo il primo giocatore ecuadoriano nella storia del club.
Il 16 agosto 2024 esordisce con i parigini, nel match vinto 1-4 contro il Le Havre. Conclude la stagione vincendo il campionato con sei turni di anticipo, la coppa nazionale battendo il Reims 3-0. Il 31 Maggio 2025 in finale di Champions League con il PSG ottengono un netto 5-0 contro l'Inter, portando il PSG così alla vittoria della Champions League e realizzando il triplete. 

### Nazionale
Nel novembre del 2022, Pacho viene convocato con la nazionale maggiore ecuadoriana per i Mondiali di calcio in Qatar, nonostante non avesse giocato alcuna gara per La Tricolor fino a quel momento.
Il 28 marzo 2023, esordisce in nazionale maggiore nell'amichevole giocata in casa dell'Australia, in cui realizza anche il gol decisivo della vittoria per 1-2.

## Statistiche

### Presenze e reti nei club
Statistiche aggiornate al 11 marzo 2025.
| Stagione                       | Squadra                        | Campionato                     | Campionato | Campionato | Coppe nazionali | Coppe nazionali | Coppe nazionali | Coppe continentali | Coppe continentali | Coppe continentali | Altre coppe | Altre coppe | Altre coppe | Totale | Totale | Totale |
| Stagione                       | Squadra                        | Comp                           | Pres       | Reti       | Comp            | Pres            | Reti            | Comp               | Pres               | Reti               | Comp        | Pres        | Reti        | Pres   | Reti   |        |
| ------------------------------ | ------------------------------ | ------------------------------ | ---------- | ---------- | --------------- | --------------- | --------------- | ------------------ | ------------------ | ------------------ | ----------- | ----------- | ----------- | ------ | ------ | ------ |
| 2019                           | Independiente del Valle        | A                              | 1          | 0          | CE              | -               | -               | CS                 | -                  | -                  | -           | -           | -           | 1      | 0      |        |
| 2020                           | Independiente del Valle        | A                              | 6+2        | 0          | -               | -               | -               | CL                 | 1                  | 0                  | -           | -           | -           | 9      | 0      |        |
| 2021                           | Independiente del Valle        | A                              | 15+2       | 0          | -               | -               | -               | CL+CS              | 10+2               | 0                  | SE          | 1           | 0           | 30     | 0      |        |
| Totale Independiente del Valle | Totale Independiente del Valle | Totale Independiente del Valle | 22+4       | 0          |                 | -               | -               |                    | 13                 | 0                  |             | 1           | 0           | 40     | 0      |        |
| gen.-giu. 2022                 | Anversa                        | PL                             | 0+3        | 0          | CB              | -               | -               | -                  | -                  | -                  | -           | -           | -           | 3      | 0      |        |
| 2022-2023                      | Anversa                        | PL                             | 33+6       | 0          | CB              | 6               | 0               | UECL               | 5                  | 0                  | -           | -           | -           | 50     | 0      |        |
| Totale Anversa                 | Totale Anversa                 | Totale Anversa                 | 42         | 0          |                 | 6               | 0               |                    | 5                  | 0                  |             | -           | -           | 53     | 0      |        |
| 2023-2024                      | Eintracht Francoforte          | BL                             | 33         | 0          | CG              | 3               | 0               | UECL               | 8                  | 0                  | -           | -           | -           | 44     | 0      |        |
| 2024-2025                      | Paris Saint-Germain            | L1                             | 22         | 0          | CF              | 4               | 0               | UCL                | 12                 | 0                  | SF+Cmc      | 1+0         | 0           | 39     | 0      |        |
| Totale carriera                | Totale carriera                | Totale carriera                | 123        | 0          |                 | 13              | 0               |                    | 38                 | 0                  |             | 2           | 0           | 176    | 0      |        |

### Cronologia presenze e reti in nazionale
| Cronologia completa delle presenze e delle reti in nazionale ― Ecuador | Cronologia completa delle presenze e delle reti in nazionale ― Ecuador | Cronologia completa delle presenze e delle reti in nazionale ― Ecuador | Cronologia completa delle presenze e delle reti in nazionale ― Ecuador | Cronologia completa delle presenze e delle reti in nazionale ― Ecuador | Cronologia completa delle presenze e delle reti in nazionale ― Ecuador | Cronologia completa delle presenze e delle reti in nazionale ― Ecuador | Cronologia completa delle presenze e delle reti in nazionale ― Ecuador |
| Data                                                                   | Città                                                                  | In casa                                                                | Risultato                                                              | Ospiti                                                                 | Competizione                                                           | Reti                                                                   | Note                                                                   |
| ---------------------------------------------------------------------- | ---------------------------------------------------------------------- | ---------------------------------------------------------------------- | ---------------------------------------------------------------------- | ---------------------------------------------------------------------- | ---------------------------------------------------------------------- | ---------------------------------------------------------------------- | ---------------------------------------------------------------------- |
| 28-3-2023                                                              | Melbourne                                                              | Australia                                                              | 1 – 2                                                                  | Ecuador                                                                | Amichevole                                                             | 1                                                                      |                                                                        |
| 17-6-2023                                                              | Harrison                                                               | Ecuador                                                                | 1 – 0                                                                  | Bolivia                                                                | Amichevole                                                             | -                                                                      | 36’                                                                    |
| 20-6-2023                                                              | Chester                                                                | Ecuador                                                                | 3 – 1                                                                  | Costa Rica                                                             | Amichevole                                                             | 1                                                                      |                                                                        |
| 7-9-2023                                                               | Buenos Aires                                                           | Argentina                                                              | 1 – 0                                                                  | Ecuador                                                                | Qual. Mondiali 2026                                                    | -                                                                      |                                                                        |
| 12-9-2023                                                              | Quito                                                                  | Ecuador                                                                | 2 – 1                                                                  | Uruguay                                                                | Qual. Mondiali 2026                                                    | -                                                                      |                                                                        |
| 12-10-2023                                                             | La Paz                                                                 | Bolivia                                                                | 1 – 2                                                                  | Ecuador                                                                | Qual. Mondiali 2026                                                    | -                                                                      |                                                                        |
| 17-10-2023                                                             | Quito                                                                  | Ecuador                                                                | 0 – 0                                                                  | Colombia                                                               | Qual. Mondiali 2026                                                    | -                                                                      |                                                                        |
| 16-11-2023                                                             | Maturín                                                                | Venezuela                                                              | 0 – 0                                                                  | Ecuador                                                                | Qual. Mondiali 2026                                                    | -                                                                      |                                                                        |
| 21-11-2023                                                             | Quito                                                                  | Ecuador                                                                | 1 – 0                                                                  | Cile                                                                   | Qual. Mondiali 2026                                                    | -                                                                      |                                                                        |
| 24-3-2024                                                              | Harrison                                                               | Ecuador                                                                | 0 – 2                                                                  | Italia                                                                 | Amichevole                                                             | -                                                                      |                                                                        |
| 9-6-2024                                                               | Chicago                                                                | Argentina                                                              | 1 – 0                                                                  | Ecuador                                                                | Amichevole                                                             | -                                                                      |                                                                        |
| 16-6-2024                                                              | East Hartford                                                          | Ecuador                                                                | 2 – 1                                                                  | Honduras                                                               | Amichevole                                                             | -                                                                      |                                                                        |
| 22-6-2024                                                              | Santa Clara                                                            | Ecuador                                                                | 1 – 2                                                                  | Venezuela                                                              | Coppa America 2024 - 1º turno                                          | -                                                                      |                                                                        |
| 26-6-2024                                                              | Paradise                                                               | Ecuador                                                                | 3 – 1                                                                  | Giamaica                                                               | Coppa America 2024 - 1º turno                                          | -                                                                      |                                                                        |
| 30-6-2024                                                              | Glendale                                                               | Ecuador                                                                | 0 – 0                                                                  | Messico                                                                | Coppa America 2024 - 1º turno                                          | -                                                                      |                                                                        |
| 4-7-2024                                                               | Houston                                                                | Argentina                                                              | 1 – 1 (4 – 2 dtr)                                                      | Ecuador                                                                | Coppa America 2024 - Quarti di finale                                  | -                                                                      |                                                                        |
| 6-9-2024                                                               | Curitiba                                                               | Brasile                                                                | 1 – 0                                                                  | Ecuador                                                                | Qual. Mondiali 2026                                                    | -                                                                      |                                                                        |
| 10-9-2024                                                              | Quito                                                                  | Ecuador                                                                | 1 – 0                                                                  | Perù                                                                   | Qual. Mondiali 2026                                                    | -                                                                      |                                                                        |
| 10-10-2024                                                             | Quito                                                                  | Ecuador                                                                | 0 – 0                                                                  | Paraguay                                                               | Qual. Mondiali 2026                                                    | -                                                                      |                                                                        |
| 15-10-2024                                                             | Montevideo                                                             | Uruguay                                                                | 0 – 0                                                                  | Ecuador                                                                | Qual. Mondiali 2026                                                    | -                                                                      |                                                                        |
| 14-11-2024                                                             | Guayaquil                                                              | Ecuador                                                                | 4 – 0                                                                  | Bolivia                                                                | Qual. Mondiali 2026                                                    | -                                                                      |                                                                        |
| 19-11-2024                                                             | Barranquilla                                                           | Colombia                                                               | 0 – 1                                                                  | Ecuador                                                                | Qual. Mondiali 2026                                                    | -                                                                      | cap.                                                                   |
| 21-3-2025                                                              | Quito                                                                  | Ecuador                                                                | 2 – 1                                                                  | Venezuela                                                              | Qual. Mondiali 2026                                                    | -                                                                      |                                                                        |
| 25-3-2025                                                              | Santiago del Cile                                                      | Cile                                                                   | 0 – 0                                                                  | Ecuador                                                                | Qual. Mondiali 2026                                                    | -                                                                      |                                                                        |
| 5-6-2025                                                               | Guayaquil                                                              | Ecuador                                                                | 0 – 0                                                                  | Brasile                                                                | Qual. Mondiali 2026                                                    | -                                                                      |                                                                        |
| 10-6-2025                                                              | Lima                                                                   | Perù                                                                   | 0 – 0                                                                  | Ecuador                                                                | Qual. Mondiali 2026                                                    | -                                                                      |                                                                        |
| Totale                                                                 |                                                                        | Presenze                                                               | 26                                                                     |                                                                        | Reti                                                                   | 2                                                                      |                                                                        |

## Palmarès

### Club

#### Competizioni nazionali
- Campionato ecuadoriano: 1

Independiente del Valle: 2021
- Coppa del Belgio: 1

Anversa: 2022-2023
- Campionato belga: 1

Anversa: 2022-2023
- Supercoppa francese: 1

Paris Saint-Germain: 2024
- Campionato francese: 1

Paris Saint-Germain: 2024-2025
- Coppa di Francia: 1

Paris Saint-Germain: 2024-2025

#### Competizioni internazionali
- Coppa Sudamericana: 1

Independiente del Valle: 2019
- UEFA Champions League: 1

Paris Saint-Germain: 2024-2025
- Supercoppa UEFA: 1

Paris Saint-Germain: 2025